# André Navarra
André Navarra (Biarritz, 13 de octubre de 1911-Siena, 13 de julio de 1988) fue un violonchelista y pedagogo francés. Con Pierre Fournier, Paul Tortelier y Maurice Gendron, se inscribe en la gran tradición francesa del violonchelo.

## Biografía
André Navarra era hijo de un contrabajista de ascendencia italiana. Con 7 años sus padres le prepararon para el mundo de la música enseñándole escalas y solfeo antes de comenzar con el instrumento. Con 9 años entró en el conservatorio de Toulouse y tuvo como maestro a Ringeisen. Con 13 años, ganó el primer premio en el conservatorio de Toulouse. En su juventud sobresale también en la natación y en el boxeo (peso medio). En 1926 entró en el Conservatorio de París, donde le enseña Jules Leopold Lœb y donde recibe a los 15 años el primer premio. En 1929, con 18 años, entró a formar parte del Cuarteto Krettly-Streich, conjunto con el que permanecería durante siete años.
En 1933, se incorporó a la Orquesta de la Ópera de París como violonchelo principal y toca bajo la dirección de directores de orquesta como Walther Straram,  Arturo Toscanini, Bruno Walter y Wilhelm Furtwängler. En 1937, recibió el primer premio en el primer concurso internacional de violonchelo en Viena. Como solista toca con las orquestas Pasdeloup y Lamoureux. Luego tomó parte en los primeros conciertos de la radio francesa y actúa en Austria, Polonia e Italia.
A partir de 1945 se dedicó a su carrera en solitario con, entre otros, conciertos en Londres, La Haya, Ginebra, Roma y Berlín. En 1949, fue designado para suceder a Pierre Fournier como profesor en el Conservatorio de París. En 1952, comenzó su curso de verano en la Academia Chigiana de Siena. En 1959 hace sus primeras grabaciones como solista y recibe dos veces el grand prix du disque. En 1965, realizó su primera gira de conciertos en los Estados Unidos con el director Charles Münch. En 1967 comienza a enseñar en la escuela superior de música de Detmold (Hochschule für Musik Detmold), donde fue nombrado profesor, y de 1968 a 1970, también imparte cursos en la Escuela Real de Música de Londres. En 1969 hace su primera gira de conciertos en la Unión Soviética. De 1970 a 1973 enseña en la Academia de verano Maurice Ravel en Saint-Jean-de-Luz. Desde 1973 hasta su muerte, es profesor invitado en la Escuela superior de música y artes escénicas de Viena (Hochschule für Musik und darstellende Kunst). Navarra dio giras con gran éxito en Sudáfrica en 1965, 1969 y 1973.
Estrenó muchas obras contemporáneas, de las cuales era dedicatario, como Cantilène variée de Tony Aubin (1946), Introït, récit et congé de Florent Schmitt (1951), el Concierto Nº 1 de André Jolivet (1962) o el Concierto de Antoine Tisné (1969).
Después de haber tocado largo tiempo con un Giuseppe Guarnerius de 1715, adquirió un Gagliano 1741. Pero también le gustaba tocar con instrumentos de construcción moderna, incluyendo un Bernardel, un Miremont, y un Gianotti.
André Navarra tuvo entre sus estudiantes, entre otros a Henri Alécian, Alexander Baillie, Marcel Bardon, Emmanuel Baker, Denis Brott, Marcio Carneiro, Yvan Chiffoleau, Christophe Coin, Valentin Erben, Johannes Goritzki, François Guye, Florian Kitt, Tobias Kühne, Philippe Muller, Walter Nothas, Martin Ostertag, Roland Pidoux, Christoph Richter, Friedrich Sellheim, Heinrich Schiff, Marc-Didier Thirault, Jean-Eric Thirault, Cécilia Tsan o Michael Veit.
Su grabación de las suites para violonchelo BWV 1007 a BWV 1012 de Bach publicada en Calliope en 1977, fue galardonada con el Grand Prix du disque.

## Discografía
- Dvorak, Concerto pour violoncelle en si mineur, op. 104, National Symphony Orchestra, Rudolf Schwarz (dir.), 1955
- Chaikovski, Variations sur un thème Rococo, Orchestre symphonique de Londres , Richard Austin (dir.), 1956
- Bloch, Schelomo, Orchestre symphonique de Londres , Richard Austin (dir.), 1956
- Elgar, Concerto pour violoncelle en mi mineur op. 85, Hallé Orchestra, Sir John Barbirolli (dir.),  1957[1][3][6]
- Brahms, Concerto pour violon et violoncelle en la mineur, opus 102, Orchestre philharmonique tchèque, Joseph Suk (violon), Karel Ančerl (dir.), 1963
- Schumann, Concerto pour violoncelle op. 129, Orchestre philharmonique tchèque,   Karel Ančerl (dir.), 1964
- Bloch, Schelomo, Orchestre philharmonique tchèque, Karel Ančerl (dir.),  1964
- Ottorino Respighi, Adagio con variazioni, Orchestre philharmonique tchèque, Karel Ančerl (dir.), 1965
- Lalo, Concerto pour violoncelle et orchestre, Orchestre Lamoureux, Charles Munch (dir.), 1965
- Saint-Saëns, Concerto pour violoncelle nº 1 en la mineur op. 33, , Orchestre Lamoureux, Charles Munch (dir.), 1965
- Chopin, Valses n°1 à 14, Annie d'Arco (piano), 1977, Calliope CAL 1210
- Bach, Les suites pour violoncelle, 1977, Calliope/Phaia Music
- Schubert, Sonate Arpeggione D. 821, Annie d'Arco (piano), 1978
- Schumann, Cinq pièces en style populaire op. 102, Annie d'Arco (piano), 1978
- Schumann, Adagio et allegro op. 70, Annie d'Arco (piano), 1978
- [Dvorak, Rondo op. 94, Erika Kilcher (piano), 1980
- Dvorak, Humoresque op. 101, n°7, Erika Kilcher (piano), 1980
- Dvorak, Le calme de la forêt Op. 68, n°56, Erika Kilcher (piano), 1980
- Saint-Saëns, Sonate pour violoncelle et piano n° 1 en ut mineur op. 32, Annie d'Arco (piano), 1982
- Saint-Saëns, Sonate pour violoncelle et piano en fa majeur n° 2 op.123, Annie d'Arco (piano), 1982
- Saint-Saëns, Le Cygne, 1984
- Fauré, Élégie, Romance, Sérénade, Papillon, Après un rêve, 1984
- Léon Boëllmann, Sonate en la mineur pour violoncelle et piano op. 40, 1984
- Chopin, Sonate pour violoncelle et piano en sol mineur op. 65, Erika Kilcher (piano), 1984
- Pietro Locatelli, Sonate, Calliope CAL 5673, 1988
- Luigi Boccherini, Sonate en la, Sonate en sol, Calliope CAL 5673, 1988
- Enrique Granados, Intermedio de Goyescas, Calliope CAL 5673, 1988
- Manuel de Falla, Suite popular española, Calliope CAL 5673, 1988
- Joaquín Nin, Canto de España, Calliope CAL 5673, 1988
- Haydn, Concertos pour violoncelle